# Melara

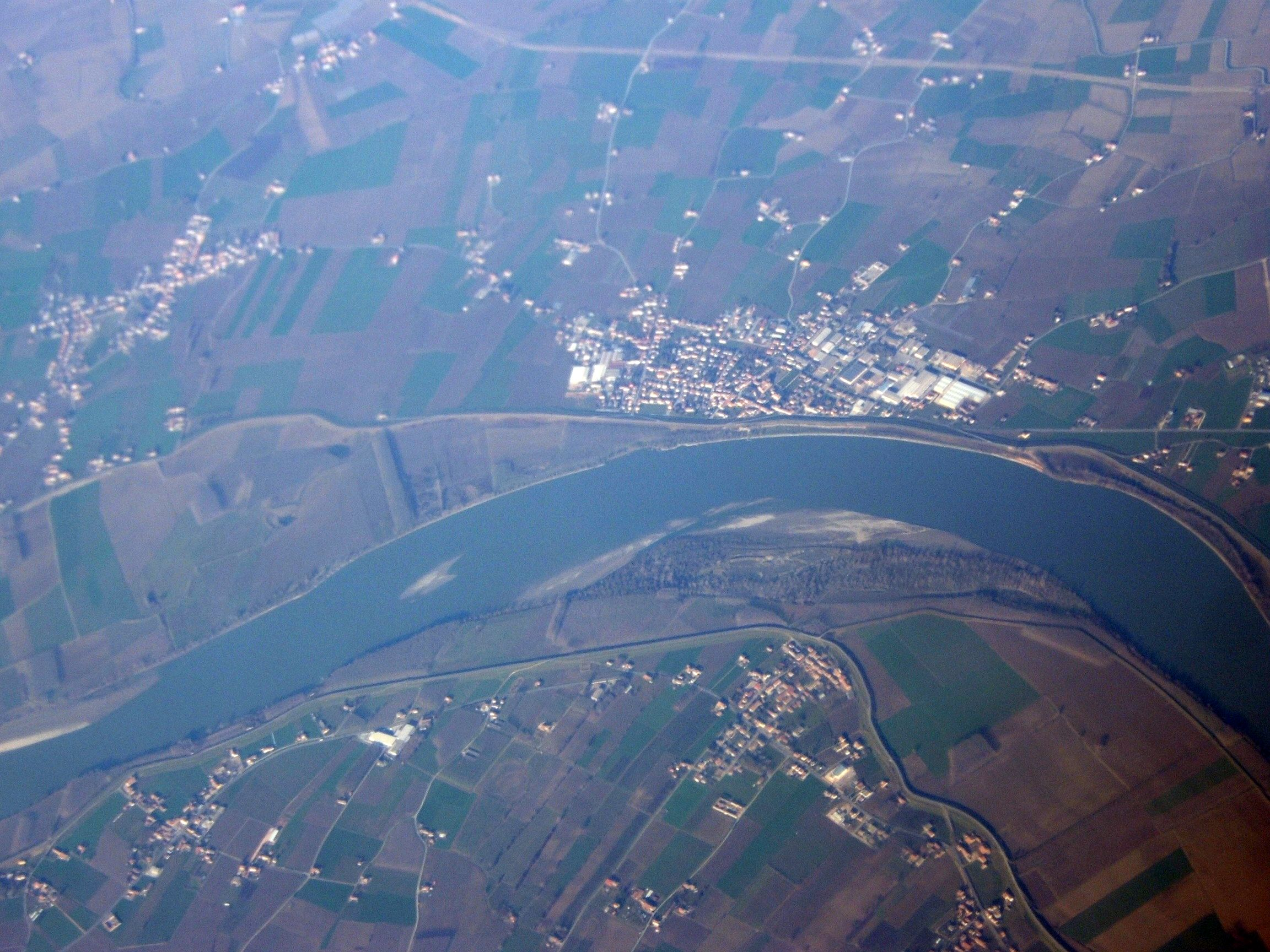
Melara nhìn từ trên cao

Melara là một đô thị ở tỉnh Rovigo ở vùng Veneto của Ý, có khoảng cách khoảng 100 km về phía tây nam của Venezia và khoảng 45 km về phía tây của Rovigo. Tại thời điểm ngày 31 tháng 12 năm 2004, đô thị này có dân số 1.927 người và diện tích là 17,6 km².
Đô thị Melara có các frazione (đơn vị cấp dưới) Santo Stefano.
Melara giáp các đô thị: Bergantino, Borgofranco sul Po, Cerea, Ostiglia.